# Umount
umount è un comando dei sistemi operativi Unix e Unix-like che permette di sganciare un file system che in precedenza era stato montato, permettendo in seguito di rimuovere il supporto su cui esso risiede o di effettuare controlli di consistenza (tramite ad esempio il comando fsck).

## Descrizione
Comunemente ci si riferisce all'operazione di sgancio con l'espressione "smontare un file system"; dopo aver smontato un file system, il precedente contenuto della directory ove esso era montato ritorna ad essere normalmente accessibile.
L'operazione di sgancio di un file system è tipicamente eseguibile solo dall'amministratore (root), poiché rende inaccessibili i file in esso contenuti, e può andare a buon fine solamente se nessun programma sta usando il file system in questione: ad esempio umount esce con un errore se il file system contiene dei file che sono in quel momento aperti da dei processi, o se contiene delle directory che sono usate come directory corrente da altri processi. Per scoprire quali processi tengono occupato un file system è possibile usare il comando fuser.

## Sintassi
La sintassi del comando umount è specifica del particolare sistema operativo, tuttavia è possibile ricondurla alla seguente forma generale:
```
umount [
opzioni
] [
filesystem_o_directory1
 …]
```

I parametri filesystem_o_directory specificano i nomi delle directory su cui i file system da smontare sono montati, oppure i dispositivi su cui essi risiedono (generalmente i nomi dei dispositivi a blocchi che li contengono). È possibile ometterli se si specificano anche le opzioni per smontare tutti i file system o tutti i file system di un certo tipo.
Le opzioni sono altamente specifiche del sistema operativo in uso, tuttavia esse tipicamente permettono di
- smontare tutti i file system montati;
- smontare tutti i file system di un certo tipo;